# آدم هابل
آدم هابل (بالإنجليزية: Adam Hubble)‏ مواليد 25 مارس 1986، هو لاعب كرة مضرب أسترالي يلعب باليد اليمنى. أعلى تصنيف له في الفردي كان المركز الـ 679 في سنة 2009. أعلى تصنيف له في الزوجي كان المركز الـ 146 في سنة 2010.

## النهائيات

### الزوجي النهائي: 7 (2–5)
| الحصيلة | الرقم | التاريخ        | الدورة                       | الأرضية | الشريك            | المنافس في النهائي               | النتيجة               |
| ------- | ----- | -------------- | ---------------------------- | ------- | ----------------- | -------------------------------- | --------------------- |
| الفوز   | 1.    | 15 أغسطس 2009  | سمرقند، أوزبكستان            | ترابية  | كادن هنسل         | فاليري رادنف إيفان سيرغييف       | 7–5, 7–5              |
| الفوز   | 2.    | 28 مارس 2010   | ريموسكي, كندا                | صلبة    | كادن هنسل         | سكوت ليبسكي ديفيد مارتن          | 7–6(7–5), 3–6, [11–9] |
| الوصافة | 1.    | 18 أبريل 2010  | ليون، المكسيك                | صلبة    | كادن هنسل         | سانتياغو غونزاليز فاسيك بوسبيسيل | 6–3, 3–6, [8–10]      |
| الوصافة | 2.    | 25 يوليو 2010  | ليكسينغتون، الولايات المتحدة | صلبة    | كادن هنسل         | رافين كلاسين إيزاك فان دير ميرفي | 7–5, 4–6, [6–10]      |
| الوصافة | 3.    | 13 نوفمبر 2011 | نوكسفيل، الولايات المتحدة    | صلبة    | فريدريك نيلسن     | ستيف جونسون أوستن كرايتشيك       | 6–3, 4–6, [11–13]     |
| الوصافة | 4.    | 22 يوليو 2012  | بوزنان، بولندا               | ترابية  | نيما روشان        | رميز جنيد سيمون ستادلر           | 3–6, 4–6              |
| الوصافة | 5.    | 15 فبراير 2015 | لونسستون                     | صلبة    | خوسيه روبن ستاثام | رادو ألبوت ميتشل كروجر           | 6–3, 5–7, [9–11]      |

## وصلات خارجية
- آدم هابل على موقع رابطة محترفي التنس (الإنجليزية)
- آدم هابل على موقع الاتحاد الدولي لكرة المضرب (الإنجليزية)
- آدم هابل على موقع خلاصة التنس.كوم (الإنجليزية)